# زو شيجيه
زو شيجيه (1270-1330) هو واحد من أعظم علماء الرياضيات الصينيين.

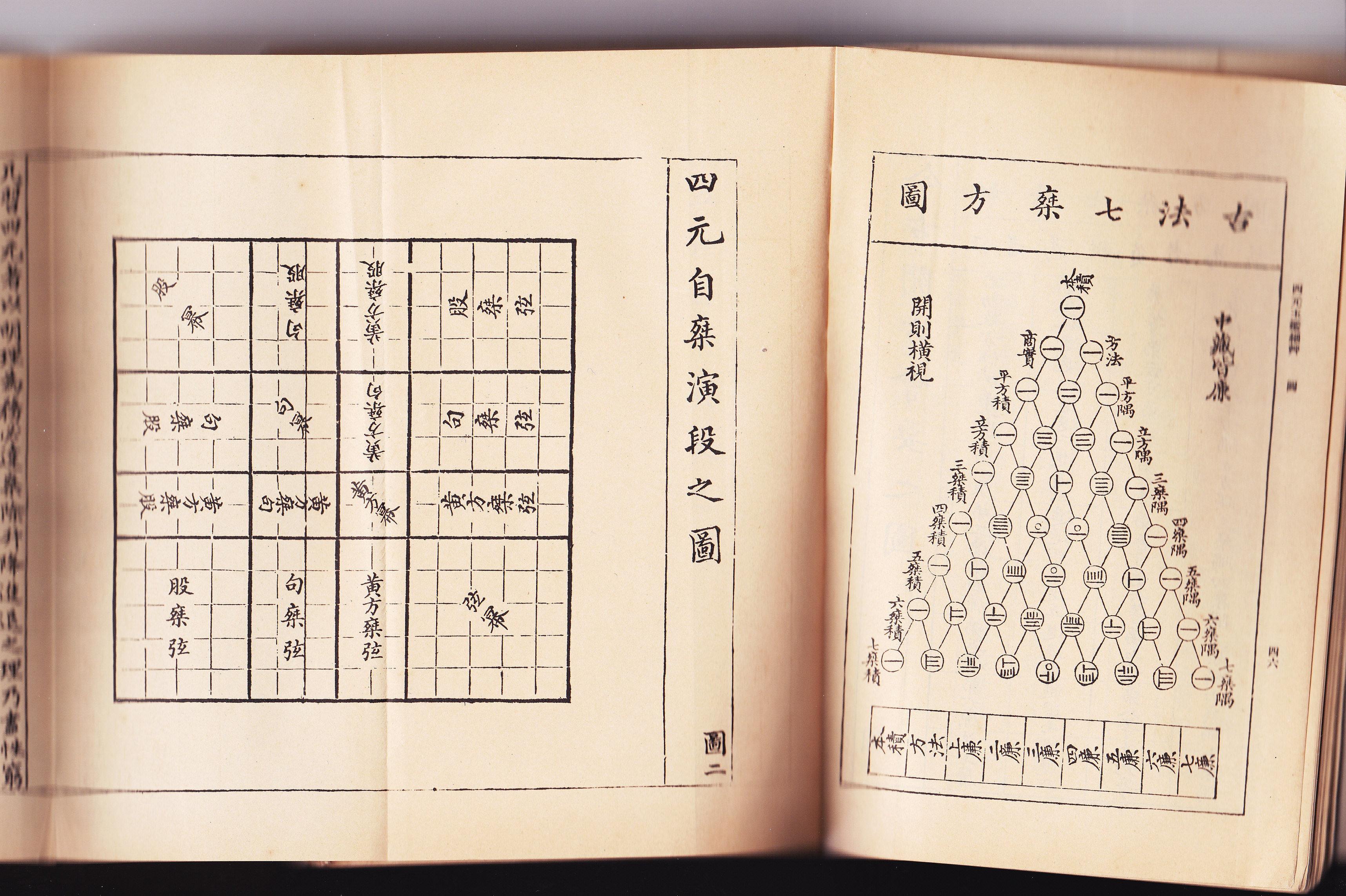
صورة لكتاب زو الثاني Jade Mirror of the Four Unknowns

المعروف عن حياته الخاصة قليل جدا،

## وصلات خارجية
- | ضبط استنادي | ضبط استنادي                                                                                                                                                                                             |
| ----------- | --- |
| دولية       | - الاسم المعياري الدولي (ISNI) - 1 - 2 - ملف الضبط الاستنادي الافتراضي الدَّولي (VIAF) - 1 - 2 - المُعرِّف مُتعدِّد الأوجه (FAST) - مركز المكتبة الرقمية على الإنترنت (WC Entities)                             |
| وطنية       | - الملف الاستنادي المتكامِل (GND) - مكتبة الكونغرس (LCNAF) - 1 - 2 - المكتبة القومية الأسترالية (NLA) - المَكنز الوطني للمؤلِّفين (NTA) - المكتبة القومية الكوريَّة (NLK) - المكتبة القومية الإسرائيلية (J9U) |
| بحثية       | - مُتصفِّح المعلومات الأكاديمية "سيني" (CiNii) - زنترالبلات |
| أخرى        | - النظام الجامعي للتوثيق (IdRef) |

() Manuel d'introduction aux mathématiques, sur le site de la المكتبة الرقمية العالمية
1. ↑  ملف استنادي دولي افتراضي (باللغات المتعددة), دبلن: مركز المكتبة الرقمية على الإنترنت, OCLC:609410106, QID:Q54919
2. 1 2 3   https://www.newton.com.tw/wiki/朱世傑. اطلع عليه بتاريخ 2021-03-09. {{استشهاد ويب}}: |url= بحاجة لعنوان (مساعدة) والوسيط |title= غير موجود أو فارغ (من ويكي بيانات) (مساعدة)
3. 1 2  . ص. 342 https://books.google.cat/books?id=Yp5UDwAAQBAJ&pg=PA342. {{استشهاد ويب}}: |url= بحاجة لعنوان (مساعدة) والوسيط |title= غير موجود أو فارغ (من ويكي بيانات) (مساعدة)
4. ↑  تاريخ ماكتوتور لأرشيف الرياضيات، QID:Q547473